# Tangalan
Tangalan (Bayan ng Tangalan) är en kommun i Filippinerna. Kommunen ligger på ön Panay, och tillhör provinsen Aklan. Folkmängden uppgår till 21 916 invånare år 2015.
Tangalan är indelat i 15 barangayer.